# 易水翔麟
易水翔麟（1970年8月21日—）是台灣的漫畫家，本名湯翔麟。出生於台北市。血型A型。復興美工雕塑組畢業。

## 人物介紹
- 將姓氏「湯」拆字成「易水」，取成筆名「易水翔麟」。

## 作品一覽

### 單行本
- 反斗奇俠：全兩冊，連載於開心漫畫雙週刊（1994年－1995年）
- 靈異活現頑皮狗：全一集，連載於七十二變漫畫月刊（1994年）
- 冒險小英雄：全六集，連載於巨彈小子半月刊（1995年－1997年）
- 漫畫教學講座：全一集，連載於大然魔奇月刊及巨彈小子半月刊（1997年）
- 旋風英雄榜：全三集，連載於巨彈小子半月刊（1998年－1999年）
- 仙劍奇俠傳：全九集，連載於巨彈小子半月刊（2003年－2004年）
- 軒轅劍肆 黑龍舞兮雲飛揚：全三集，連載於巨彈小子半月刊（2003年－2004年）
- 飛翼之筆：全兩集，連載於元氣少年月刊（2004年－2005年）
- 仙劍奇俠傳三：全五集，連載於香港快樂龍雙周刊（2005年－2006年）
- 軒轅劍伍 一劍凌雲山海情：全五集（2007年－2008年）

### 教學書
- 《六角大王電腦輔助立體造型設計》：台科大圖書（2002年）
- 《正確學會Painter的16堂課》：旗標出版（2009年）
- 《漫畫創作工房：ComicStudio中文版》：旗標出版（2009年）
- 《故事獵人 中文版》（2018年）

### 連載中及短篇未結集出版漫畫
- 《裘比&杜比》四格漫畫：週末漫畫刊載，出道作（1989年）
- 《泡妞高手》：寶島少年短期刊載（1992年）
- 《雷霆小開》：巨彈小子刊載（1999年）
- 《天搖地動》：921大地震紀念漫畫，國語日報刊載（2008年）
- 《100%幸福》：「友情」紀念特輯，台北國際書展（2011年）
- 《龍的故事》：繪本書，國立自然科學博物館展出
- 《塞爾號》
- 《阿給俠》
- 《宏碁嘻遊記》
- 《捍衛者》
- 《狗狗故事》
- 《點心王子》
- 《我的夢想工作》
- 《美語世界每月漫畫》：佳音美語
- 《B613星球上的小王子》四格漫畫：國語日報刊載（2015年）
- 《故事獵人》第一季：刊載（2015年）
- 《故事獵人》第二季：國語日報刊載（2016年）
- 《軒轅劍外傳 漢之雲》：漫畫島刊載（2017年）
- 《擇天記》漫畫分鏡（2018年）
- 《冒險小子阿德》國語日報(2019年)
- 《掌門志願1.2.3季》國語日報(2020～2022年)

## 外部連結
- 翔麟繪藝室 （页面存档备份，存于）